# گورستان پیردین
قبرستان پیردین در شهرستان سرباز، بخش سرباز، دهستان سرباز، غرب روستای پیردین واقع شده و این اثر در تاریخ ۲۷ اسفند ۱۳۸۶ با شمارهٔ ثبت ۲۲۶۹۹ به‌عنوان یکی از آثار ملی ایران به ثبت رسیده است.